# Bosch csoport
A Bosch csoport különböző technológiák és szolgáltatások vezető nemzetközi szállítója. 
A Bosch magyarországi történetének mérföldkövei
- 1898 októberében Robert Bosch megbízta Dénes Ede mérnököt a Bosch-termékeknek az Osztrák-Magyar Monarchiában való értékesítésével
- 1899 októberében Dénes Ede, Friedmann Albert pénzügyi segítségével Budapesten 6 mesterrel és 3 tanonccal megalapította a Dénes és Friedmann céget, amelynek a székhelyét rövidesen Bécsbe tette át.
- 1917-ben Robert Bosch felmondta a Dénes és Friedmann céggel kötött szerződését és 1918-ban megalakította magyarországi lerakatát,  a Bosch Róbert Kft.-t, amelynek központja Budapesten a Vas u. 16-ban volt;  a céget Hugo Borst és Gottlob Honold jegyezték; a helyi vezetők Bródy Artur és Ster József voltak.
- 1923. Gottlob Honold halálát követően a céget Dierolf August jegyzi a II. világháború végéig
- 1928. A Budapest V. Váci út 22-26 alatti üzem- és központi épületbe történt átköltözést követően a 65 főt foglalkoztató cég teljesen önállóvá vált a bécsi területi központtól
- 1929-36 között Magyarországon 16, 1942-ig 28 Bosch Szolgálat (szerviz) működött
- 1944. július 2. Az első súlyos háborús bombatalálatok
- 1945. február 10. Az első háborút követő munkanap a Boschnál Budapesten
- 1946. június 19-én a Bosch Róbert Kft.-t hadizsákmányként a szovjet megszálló hatóságok lefoglalják
- 1952. október 31. államosítás az új cégnév: Budapesti Autóvillamossági Felszerelések Gyára
- 1979. A Telenorma szerviz-irodát nyit Budapesten
- 1991. Robert Bosch Kft. megalapítása
- 1994. A BSH Kft. a Bosch und Siemens Hausgeräte GmbH 100%-os tulajdonú leányvállalatának alapítása
- 1997. A Robert Bosch GmbH. és a japán Tanashin Denki Co. Ltd. megalapítja a Digital Disc Drives Kft.-t kecskeméti központtal
- 1998. A Robert Bosch GmbH. Hatvanban új leányvállalatot alapít Robert Bosch Elektronikai Gyártó Kft. néven.
- 2000. A Bosch Budapesti Fejlesztési Központ alapítása
- 2001. július 23-án a Bosch Rexroth Hajtás- és Vezérléstechnika Kft. cégbírósági bejegyzésével a korábban Mannesmann Rexroth érdekeltségű cég a Bosch magyarországi csoportjához tartozik.
- 2001. novemberben a Robert Bosch Power Tool Kft. megalakulása Miskolcon
- 2003. A Robert Bosch Energy and Body Systems Kft. megalakulása
- 2010. június 23-án elindult a Bosch csoport miskolci gyárának bővítése egy 6,5 milliárd forintos beruházás keretén belül[3]
- 2011. Megkezdődik a magyarországi Bosch csoport új központi bázisának építése.
- 2011. Átadják a miskolci Robert Bosch Energy and Body Systems Kft. új gyártócsarnokát.
- 2012. Miskolcon legyártják az 50 milliomodik kéziszerszámot.
- 2013. A Bosch megnyitotta új magyarországi központját.
- 2014. Elstartolt a Bosch legújabb konstrukciós versenye, a Go-kart, Go-Bosch!
- 2015. A tízezredik dolgozóját köszöntötte a magyarországi Bosch csoport.
- 2016. Életre tervezett támogatás a Boschtól a katasztrófavédelemnek.
- 2017. Megkezdődött a Bosch regionális logisztikai központjának építése Hatvanban.
- 2018. A Bosch tovább bővíti a kőbányai Budapesti Fejlesztési Központját Campus II néven, amit 2022-ben adtak át.[4]
- 2019. Robert Bosch International Advisory Committee évente megrendezésre kerülő konferenciáját 2019-ben először Magyarországon tartja.
- 2022. szeptember 8-án átadták Magyarország legújabb gépjárműtechnológiai fejlesztőközpontját, a Bosch Budapest Innovációs Kampuszt.
- 2023. Első alkalommal rendezett közös konferenciát Magyarország két vezető innovatív vállalata, a magyarországi Bosch csoport és a Richter Gedeon Nyrt. Az esemény címe: BoschxRichter Innovátorok Napja.
- 2025. Magas digitalizáltságú logisztikai és disztribúciós központot adott át Miskolcon a Bosch.

## A Bosch csoport vállalatai Magyarországon
- Robert Bosch Kft. – Budapest

   Az 1991-ben alakult Robert Bosch Kft. értékesítési központként gépjárműalkatrészek, gépjármű-diagnosztikai készülékek, elektromos kéziszerszámok, termotechnikai berendezések és biztonságtechnikai rendszerek forgalmazási és vevőszolgálati feladatait végzi. A budapesti telephely délkelet-európai értékesítési központként regionális feladatokat is ellát. Ezenkívül a Bosch Európai Szállítmányozási Központja is itt működik, valamint Vecsésen egy HR regionális szolgáltatóközpont. A vállalatnál 2000 óta folyik fejlesztési tevékenység, az automata váltóvezérlés szoftverfejlesztésével foglalkozó üzletág portfóliójának bővítését követően alakult meg 2005-ben a Budapesti Fejlesztési Központ. A Budapesti Fejlesztési Központ a Bosch világszintű fejlesztéseinek egyre hangsúlyosabb helyszíne, fontos szerepet játszik az automatizált- és az elektromos mobilitás fejlesztésében, emellett a Bosch csoport egyik legjelentősebb gépjárműelektronikai kutató-, fejlesztő- és tesztközpontja.
- Bosch Rexroth Kft. – Budapest

A Bosch Rexroth magyarországi jelenléte a 60-as években vette kezdetét, végül számos fúziót és összeolvadást követően 2004-től a vállalat Bosch Rexroth Pneumatika Kft. néven folytatja tevékenységét. Széles kereskedői hálózatával, gyors és közvetlen elérhetőségével segíti hozzá vásárlóit a gyors megoldásokhoz. A Bosch Rexroth Kft. budapesti központú, az egész ország területét behálózó értékesítési rendszere keretében Győrben, Szegeden, Debrecenben, Pécsett területi képviseleti irodákat tart fenn.
Számukra a legfontosabb cél a vevők elégedettsége. Mérnök-kereskedők segítik vásárlóikat a feladat pontos megfogalmazásában; természetesen igény szerint a helyszínen is, melyet tervezőmérnökök pontos és műszaki igényeknek leginkább megfelelő terv kidolgozása követ. Konstruktőreik a modern CAD-CAM eszközök segítségével készítik a terveket.
Budapesti székhelyükön mintegy 2600 négyzetméteres hidraulika tápegység szerelő üzem működik, ugyanitt kapott helyet raktárbázisuk és a közeli Hungária körúton található pneumatika szaküzletük is. Műhelyükben a Bosch Rexroth magas műszaki követelményeinek megfelelően készülnek el tápegységeik és vezérlőegységeik. Fő tevékenysége a pneumatikai és hidraulikai berendezések értékesítése. További információ a www.bosch.hu oldalán olvasható.
- BSH Kft. – Budapest

A BSH Kft. a német BSH Hausgeräte GmbH leányvállalata, amely Európa legnagyobb háztartási készülék gyártója. A Magyarországon 1994-ben alapított BSH Kft. a Bosch és a NEFF márkák értékesítési, marketing és vevőszolgálati tevékenységeit látja el. 2017 óta működő, budapesti bemutatóterme egyedi látogatói élményt nyújt, miközben megkönnyíti a háztartási gépek kiválasztási folyamatát. és a www.bosch-home.com  oldalán olvasható.
- Robert Bosch Elektronika Kft. – Hatvan

Az 1998-ban alapított gyártó üzem ma már a Bosch csoport autóelektronikai divíziójának legnagyobb gyártó központja. Elsősorban vezérlő elektronikákat gyárt automata sebességváltóhoz, ABS-hez, légzsákhoz, elektrohidraulikus szervóhoz, karosszériaelektronikához, fedélzeti számítógéphez, valamint ESP és tolatóradar szenzorokat és komplett műszerfalakat is. Világszerte több mint 15 millió járművet szereltek fel a hatvani Bosch-üzemben készült elektronikákkal. Az elmúlt[mikor?] 10 évben a munkatársak száma folyamatosan emelkedett, és az elkövetkezendő években is további növekedés várható. Fő termékek: motorvezérlő; ABS-vezérlő; ablaktörlőmotor-vezérlő; automataváltó-vezérlő; fedélzeti vezérlő; sziréna; feszültségszabályozó; műszerfal; ventilátor-vezérlő; légzsák-vezérlő; elektromos szervókormány-vezérlő; elfordulás-szenzor elektromos menetstabilizátor (EPS) részére.
- Robert Bosch Power Tool Kft. – Miskolc

A Robert Bosch Power Tool Elektromos Szerszámgyártó Kft. 2001 novemberében alakult Miskolcon, és mára nem csupán a cégcsoporton belül, hanem a régióban is meghatározó tényezővé vált, világszerte a Bosch legnagyobb kéziszerszámgyára lett. A vállalat elektromos kéziszerszámok és kertigépek, fejlesztése mellett azok, és famegmunkáló professzionális elektromos szerszámok gyártásával, valamint az ezekhez tartozó akkumulátorok, és eBike-akkumulátorok összeszerelésével foglalkozik. Az elektromoskéziszerszám-üzletág olyan rendszerek vezető szállítója, amelyek megkönnyítik a kisipar, a háztartások, a kertészkedők, valamint az ipari felhasználók munkáját.
- Robert Bosch Energy and Body Systems Kft. – Miskolc

A Robert Bosch Energy and Body Systems Kft. 2003 nyarán alakult, járműipari alkatrészek és elektromos hajtások gyártásával foglalkozik. A 2023-ban 20 éves fennállását ünneplő Robert Bosch Energy and Body Systems Kft. a Miskolcon gyártott autóipari alkatrészeket jelentős autóipari cégeknek szállítja. A klímaberendezésektől a villamos motorokon át folyamatosan újabb és újabb termékekkel bővül a gyár portfóliója. Újgenerációs termékei, például a fékrásegítő motor, illetve a menetstabilizátor, a hibrid és elektromos meghajtású járművek nélkülözhetetlen alkatrészei. 2019-ben – mintegy 16 évvel az alapítás után – legördült a gyártósorról a 200 milliomodik autóipari termék. Ez azt is jelenti, hogy a világ lakosságának mintegy 3 százaléka rendelkezhet autójában a miskolci Boschban gyártott elektromos hajtással. Az autóipari komponensek mellett a gyár jelentős terméke az eBike meghajtás is, egy rendkívül fejlett és intelligens erőrásegítés-rendszert alkalmazó motoregység. 2020 januárjától az ebike gyártás a megnövekedett volumennek köszönhetően, mint önálló üzletág van jelen a vállalatunknál.
Az eBike motor gyártása mellett Miskolcon történik a teljes eBike-rendszer csomagolása – amely magában foglalja a meghajtási egységen, a kijelzőn, az akkumulátoron túl a kábeleket és minden elektromos meghajtáshoz szükséges felszerelést – és Miskolcról történik ennek a kiszállítása is, a világ minden pontjára. A Bosch Miskolcon magas hozzáadott értékű tevékenységeket, például kutatás-fejlesztést, tesztelést, beszállító-fejlesztést is végez.
- Robert Bosch Automotive Steering Kft. – Eger-Maklár

A Robert Bosch Automotive Steering Kft. kormányműveket, kormányoszlopokat, kormánytengelyeket és felújított alkatrészeket szállít a világ több mint 100 járműgyártójának, személygépjárművek és tehergépjárművek számára egyaránt. A vállalat 2003-ban egy futószalaggal és 35 munkavállalóval kezdte meg tevékenységét, mára a térség meghatározó vállalatává vált. A tevékenységi kör a hidraulikus kormányművek összeszerelésével indult, majd a működési terület gyors bővülését követően 2006-tól a kormányoszlopok gyártása is megkezdődött. 2012-től a cég tevékenysége a hidraulikus mellett elektromos kormányművek összeszerelésével (EPS-Electric Power Steering), a kulcskompetenciának számító fogasléc és kormányanya alkatrészgyártással, továbbá a tehergépjármű részleget támogató telephelyi mérnöki és teszt központtal bővült. A megnövekedett gyártókapacitást kiszolgáló új telephely az Egertől alig tíz kilométerre fekvő Makláron épült fel mindössze 327 nap alatt. A nagyjából 80 ezer négyzetméter területű (mintegy 11 futballpálya méretű) gyár ma a kormányműveket gyártó ágazat (Automotive Steering Division) egyik legnagyobb egysége a világon.
- Automotive Steering Column Kft. – Eger

- ELPRO Systems Kft. - Budapest